# Rotary International
Il Rotary International è un club di servizio internazionale sorto a Chicago nel 1905. Riunisce tutti i Rotary Club, oltre 33 000, in quasi tutte le nazioni del mondo, con complessivamente oltre 1 400 000 soci, denominati Rotariani.
Il Rotary ha ispirato la fondazione di altri service club quali il Kiwanis (fondato nel 1915), il Lions (fondato nel 1917), lo Zonta (fondato nel 1919) e il Soroptimist (fondato nel 1921).  Tra gli altri riconoscimenti per i Rotariani vi è anche il "Rotary Membership Awards".

## Filosofia
Service above self - nella traduzione italiana ufficiale Servire al di sopra di ogni interesse personale - è il motto ufficiale del Rotary e ne esprime in modo conciso la filosofia.
Secondo lo statuto del Rotary, gli obiettivi cui tutti i Rotariani devono tendere sono:
- lo sviluppo di rapporti interpersonali intesi come opportunità di servizio;
- elevati principi morali nello svolgimento delle attività professionali e nei rapporti di lavoro; il riconoscimento dell'importanza e del valore di tutte le attività utili; il significato dell'occupazione di ogni rotariano come opportunità di servire la società;
- l'applicazione dell'ideale rotariano in ambito personale, professionale e sociale;
- la comprensione, la buona volontà e la pace tra i popoli mediante una rete internazionale di professionisti e imprenditori di entrambi i sessi, accomunati dall'ideale del servire.

Successivamente alla stesura dello statuto rotariano, nel 1932 il Rotariano Herbert J. Taylor concepì la "prova delle quattro domande", un codice etico che undici anni più tardi fu adottato ufficialmente dal Rotary. La prova, tradotta in oltre 100 lingue, consiste nel porsi quattro domande fondamentali:
Ciò che penso, dico o faccio: 1) risponde a verità? 2) è giusto per tutti gli interessati? 3) promuoverà la buona volontà e migliori rapporti d'amicizia? 4) sarà vantaggioso per tutti gli interessati?

## Storia
Il nome è in relazione a quello del re longobardo Rotari che nel 643 concesse ai maestri comacini il diritto di essere uomini liberi con riferimento ai luoghi (viaggiavano per lavoro), alla categoria e agli apprendisti.
Il primo Rotary Club fu fondato a Chicago dall'avvocato Paul P. Harris; il 23 febbraio 1905 vi tenne la prima riunione con i suoi amici Sylvester Schiele, un commerciante di carbone, Gustav E. Loehr, un ingegnere minerario, e Hiram E. Shorey, un sarto.
Fin dall'inizio sono visibili alcuni principi basilari del Rotary caratterizzato da persone di elevato status sociale, maschi, bianchi: i quattro provenivano da diverse nazioni, appartenevano a diverse confessioni religiose e rappresentavano diverse professioni di elevata estrazione sociale. Lo scopo dichiarato del club esclusivo era una sincera amicizia tra i soci.
Poco dopo un quinto socio entrò nel sodalizio, il tipografo Harry Ruggles. Schiele viene eletto primo presidente; viene deciso il nome Rotary Club in riferimento alle riunioni settimanali, tenute a rotazione nei relativi uffici; viene deciso altresì il logo rotariano, una ruota dentata come simbolo dell'attività professionale, successivamente modificato più volte graficamente. La ruota rappresenta anche il tipico tavolo conviviale a 8, numero ritenuto perfetto per la convivalità (numero pari, quattro coppie, numero massimo oltre il quale, durante il servizio a tavola, non si aspetta che tutti i commensali siano serviti). I denti della ruota sono 24 e il numero corrisponde alle conviviali semestrali ordinarie che il ROTARY International consiglia ai club aderenti.
Entro la fine del 1905 i soci del primo Rotary Club erano diventati 30. Nello stesso anno l'aiuto per le persone meno fortunate venne dichiarato un'importante finalità della vita rotariana; curiosa è la prima attività benefica intrapresa: la costruzione di un servizio igienico pubblico sulla piazza del municipio di Chicago, dove sostavano lunghe code di immigrati in attesa di accedere agli uffici comunali, costretti a risolvere le proprie impellenze biologiche nei recessi.
Il secondo Rotary Club venne fondato nel 1908 a San Francisco, il National Association of Rotary Clubs nel 1910; nello stesso anno nacque anche il primo Rotary Club fuori dai confini degli Stati Uniti nel 1910, a Winnipeg nel Canada. Questo fu seguito dal primo club al di fuori del Nord America, nel 1911 a Dublino in Irlanda. L'idea si estese poi rapidamente a molte nazioni; altri club internazionali dei primi anni furono quello di Cuba e dell'India, rispettivamente fondati nel 1916 e nel 1920. Il nome fu cambiato in Rotary International nel 1922, in quanto si erano insediati club nei cinque continenti. Il Rotary Club Milano, istituito il 20 dicembre 1923, è il primo Rotary Club nato in Italia e uno tra i primi in Europa.
I rapporti con la Chiesa cattolica per molti anni furono conflittuali, nel 1928 su Civiltà Cattolica si accusava il Rotary di propagandare una forma di eresia morale, il che portò il Sant'Uffizio a vietare ai sacerdoti la partecipazione ai club.
L'11 gennaio 1951 L'Osservatore Romano pubblicò un decreto del Sant'Uffizio che vietava ai sacerdoti l'iscrizione alle società segrete, con implicito riferimento a Rotary Club. Il 27 dello stesso mese pubblicò un secondo decreto del Sant'Uffizio che vietava i vescovi aventi diocesi di presenziare le riunioni del Rotary Club ad eccezione di quella carattere pubblico e a fine caritatevole.
La riabilitazione venne sancita nel 1959 da Giovanni XXIII e successivi papi.
Nel periodo della salita al potere dei nazionalismi totalitari europei il Rotary, in quanto associazione internazionlista di stampo statunitense, venne malvista, subì quindi le leggi razziali che imposero l'esclusione degli aderenti ebrei e poi la chiusura dei club nel 1937 in Germania, nel 1938 in Italia e nel 1940 in Spagna dove riaprì solo nel 1978.
Dopo il crollo del muro di Berlino e la dissoluzione dell'Unione Sovietica sono stati fondati numerosi Rotary club nell'Europa orientale e centrale, tra cui il primo club russo, costituito nel 1990. Da allora l'organizzazione ha visto una straordinaria crescita nella regione.
In seguito alla sentenza del 1987 della Corte suprema californiana che ha sancito l'idoneità della legge che obbliga le associazioni di volontariato di ammettere anche le donne, il Rotary nel 1989 ha aperto le porte alle donne. Al 2008 ci sono 188 000 Rotariane nel mondo; un 20% dei singoli Rotary Club, in molti casi quelli più antichi, è rimasto esclusivamente maschile; da alcuni anni è in atto una discreta, ma continuativa pressione da parte del Rotary International a favore di un'apertura alle donne anche nei club più conservatori. Il Rotary si è affacciato al XXI secolo con un rinnovato impegno nel far fronte ai bisogni della società, dalle questioni sanitarie, a quelle ambientali, all'analfabetismo, dalla fame e sete ai problemi dell'infanzia a rischio.
A un secolo dalla fondazione, in ricordo del primo luogo di riunione, la stanza 711 dell'Unity Building di Chicago, destinato alla demolizione, venne smantellata e ricostruita con gli arredi originali nella sede centrale di Evanston dove può essere visitata dai Rotariani provenienti da tutto il mondo.

## [12]I Rotariani
Ciascun Rotary Club sceglie i propri soci tra i rappresentanti delle categorie professionali presenti nella città o sul territorio; sono considerati possibili candidati le persone adulte di buona reputazione, in particolare i titolari, soci, amministratori o funzionari di un'impresa, le persone che esercitano un'attività o una professione stimata, le persone che ricoprono un'importante posizione in un'impresa o professione rispettabile e riconosciuta, con funzioni direttive e autorità decisionale; i leader nelle proprie comunità, nonché persone con particolari meriti culturali.
Inizialmente non era permessa l'appartenenza contemporanea ad un altro service club, oggi invece è possibile.
Dai primi anni Duemila i criteri delle classifiche professionali sono meno severi, ma l'obiettivo è quello di ottenere uno specchio della composizione sociale della propria zona sotto l'aspetto professionale.
Un candidato può essere proposto da uno o più soci presentatori; solo con l'assenso di tutti i soci entra nel club. Come principio di buona fede, l'assenso non deve essere espresso. Se nessun socio adduce motivi di opposizione all'ingresso del nuovo socio, il candidato viene ammesso di diritto. La qualità di Rotariano è personale e non ha alcuna scadenza; l'ingresso nel Rotary Club di un'altra località in caso di trasferimento, già prima favorita dalle regole rotariane, è diventata pressoché automatica con le modifiche intervenute nei primi anni del XXI secolo.
Molti rinomati professionisti, imprenditori, scienziati, artisti, diplomatici, politici ed altre persone note erano o sono Rotariani. Guglielmo Marconi, scienziato e inventore, Premio Nobel per la fisica era socio del RC Bologna; il fisico Arthur Holly Compton, Premio Nobel 1927, del RC St. Louis; l'inventore e costruttore aeronautico Orville Wright dell'RC Dayton, Ohio. Tra gli artisti più noti si possono nominare i compositori Jean Sibelius (RC Helsinki) e Franz Lehár (RC Vienna), gli scrittori Thomas Mann, Premio Nobel per la letteratura (RC Monaco di Baviera), e Norman Vincent Peale (RC New York), il regista Cecil B. DeMille (RC Hollywood), il cantante lirico Luciano Pavarotti (RC Modena), il teologo Hans Küng (RC Reutlingen-Tübingen). Noti Rotariani sono i politici J. William Fulbright (RC Fayetteville) e Hans-Dietrich Genscher (RC Bonn Süd-Bad Godesberg); anche i presidenti degli Stati Uniti Harding (RC Washington), Woodrow Wilson (RC Birmingham, Alabama) e John Fitzgerald Kennedy (RC Hyannis, Massachusetts) facevano parte del mondo rotariano.

## Organizzazione
Il Rotary è strutturato in Club, raggruppati in Distretti, a loro volta raggruppati in Zone.
Ciascun Rotariano è socio di un singolo Rotary Club, sovente abbreviato RC. Le dimensioni dei club vanno da una ventina di persone - anche meno in casi eccezionali, in particolare nelle nazioni piccole - fino al record al luglio 2008 detenuto dal RC Seattle, con 659 soci. Un numero tra 30 e 100 soci può essere considerato normale per un RC in un Paese occidentale.
Solitamente il primo RC di una città porta il nome della stessa città - quale RC Milano - mentre quelli fondati successivamente sono contrassegnati dal nome di una zona o di un quartiere - RC Milano Est, RC Milano Linate - o anche di un importante punto di riferimento concreto o astratto, come nel caso dei RC Milano Duomo, RC Milano Visconteo, RC Milano Scala, RC Milano Leonardo da Vinci e RC Milano Europa, o infine di monumenti o toponimi geografici RC Varese Verbano o RC Treviglio e Pianura Bergamasca.
L'amministrazione di ciascun Rotary Club è autogestita; per tutte le funzioni importanti vale il principio dell'annualità; il presidente, il segretario, il tesoriere e le altre cariche sociali vengono eletti per un anno rotariano, dal 1º luglio al 30 giugno dell'anno successivo; in nessun caso percepiscono compensi per la propria attività.
La parte centrale della vita rotariana è l'incontro settimanale - in italiano riunione o conviviale, a livello internazionale meeting - in giorni e orari prefissati, stabiliti dal singolo RC e pubblicati, in modo da rendere più agevole la partecipazione di Rotariani appartenenti ad altri RC. Nei Paesi europei si tratta il più delle volte di una riunione conviviale dopo mezzogiorno oppure di sera, raramente di una riunione mattutina prima del lavoro, di una riunione serale dopo cena o in altri orari. La riunione settimanale è un amichevole incontro sociale e nel contempo il momento per organizzare le attività di servizio.
Nessuna persona fa parte direttamente del Rotary International, che invece è l'organizzazione mondiale di tutti i Rotary Club, con sede a Evanston, un sobborgo di Chicago.

## Attività
Numerose sono le iniziative e i servizi sociali a livello locale, nazionale e internazionale che i soci svolgono gratuitamente, autofinanziandosi anche attraverso la Fondazione Rotary, un'associazione senza fini di lucro la cui missione consiste nell'aiutare i Rotariani, con sovvenzioni e programmi, a promuovere la pace, la buona volontà e la comprensione internazionale attraverso il miglioramento delle condizioni sanitarie, il sostegno all'istruzione e la lotta alla povertà, o attingendo a contributi raccolti attraverso azioni di servizio svolte sul territorio.
Tra esse si ricordano:
- Azione interna, rivolta al Rotary e ai Rotariani;
- Azione professionale, rivolta al mondo del lavoro;
- Azione di pubblico interesse, rivolta alla comunità in cui si radica il RC;
- Azione internazionale, rivolta a sviluppare la pace e la comprensione tra i popoli;
- Azione per i giovani, che riconosce il cambiamento positivo attuato dai ragazzi e dai giovani attraverso le attività di sviluppo delle doti di leadership, progetti d'azione e programmi di scambio.

### Programmi umanitari
- Aiuti alle zone disastrate – Il programma, creato nel 2005-06, consente ai Rotariani di inviare donazioni da destinare alle zone colpite da calamità naturali. Al momento, la Fondazione amministra i seguenti conti correnti: per le zone colpite dagli uragani Stan e Wilma (Guatemala e Messico), per l'uragano Wilma (USA), per il terremoto in India e Pakistan, e un fondo di solidarietà per il sud-est asiatico. Per queste iniziative si sono raccolti fondi per un totale di 6,4 milioni di USD.
- Sovvenzioni distrettuali semplificate – Sostengono attività umanitarie o di volontariato destinate a progetti locali e internazionali. Dall'inizio del programma, nel 2003-04, sono state approvate oltre 1.168 sovvenzioni in 57 Paesi, per un totale di più di 17 milioni di USD.
- Sovvenzioni 3H (Health, Hunger, Humanity) - Finanziano progetti di ampia portata, della durata di 2-4 anni, volti a migliorare la salute pubblica, ad alleviare la fame e a promuovere il progresso sociale. Dal 1978 sono stati finanziati oltre 280 progetti in 75 paesi, per un totale di oltre 74 milioni di USD.
- Sovvenzioni paritarie - Contribuiscono al finanziamento di progetti di volontariato internazionali sponsorizzati da Club e Distretti rotariani. Dal 1965 sono state accordate più di 24 000 sovvenzioni, per un totale di oltre 257 milioni di USD destinati a progetti in 167 paesi.

#### Polio Plus
Il Rotary International è tra i partner del "Progetto Polio Plus", iniziato oltre 20 anni fa su idea di un Italiano, Sergio Mulitsch di Palmenberg e del suo club (Rotary Club Treviglio e Pianura Bergamasca) e collabora nel completare la vaccinazione a livello mondiale di tutti bambini contro la poliomielite, insieme all'Organizzazione Mondiale della Sanità, all'UNICEF e al Centers for Disease Control and Prevention.
Il contributo finanziario del Rotary International all'iniziativa ha superato i 1000 milioni di dollari americani (2012). La Bill e Melinda Gates Foundation ha donato alla Rotary Foundation 355 milioni di dollari americani a favore del progetto Polio Plus. La Rotary Foundation si è impegnata allo stesso modo a raccogliere altri 200 milioni di dollari vincendo la sfida (2011).
Un grande risultato è stato raggiunto nel 2011: l'India, Paese endemico, non ha registrato, per la prima volta nella storia, nessun caso di poliomielite, portando al 99,5% il risultato della eradicazione della malattia dal globo. Permangono tuttavia difficoltà ad attuare la missione in alcuni Paesi che presentano notevoli problemi di sicurezza, come Nigeria e Afghanistan; in questo ultimo Paese un volontario del Rotary è stato ucciso (ottobre 2012) dai talebani, i quali si oppongono alla campagna sanitaria perché la scambiano come una ingerenza dell'Occidente e dei suoi servizi segreti sul loro territorio.

### Programmi educativi

#### Borse di Studio
La Fondazione Rotary sponsorizza e finanzia uno dei più estesi programmi di borse di studio del mondo.
Ogni anno vengono assegnate 110 borse per gli studi sulla pace (60 master e 50 diplomi di sviluppo professionale) mediante un concorso internazionale per i sette Centri Internazionali di Studi Rotariani istituiti presso sette università partner: Università Chulalongkorn, Università Duke, Università della Carolina del Nord a Chapel Hill, International Christian University, Universidad del Salvador, Università di Bradford, Università della California, Università del Queensland.
Vi sono poi sovvenzioni concesse a docenti universitari disposti a insegnare in un Paese in via di sviluppo per un periodo di 3-10 mesi. Dal 1985 hanno partecipato al programma più di 430 docenti universitari, per un totale di oltre 4 milioni di USD.

#### Scambio Giovani
Uno dei programmi di maggior visibilità del Rotary International è il Rotary Youth Exchange, un programma di scambio per studenti della scuola secondaria.
Gli scambi a lungo termine si svolgono normalmente nel quarto anno delle scuole superiori e hanno la durata di un intero anno accademico, nel quale lo studente alloggia presso 2-3 famiglie ospitanti e ha l'obbligo di frequentare le scuola locale.
Gli scambi a breve termine hanno una durata che varia da qualche settimana a qualche mese e possono prendere la forma di soggiorni in famiglia, tour o campi estivi.

#### RYLA (Rotary Youth Leadership Awards) e RYPEN (Rotary Youth Program of Enrichment)
Sono programmi rotariani di formazione rivolti rispettivamente a giovani dai 19 ai 30 anni e a ragazzi dai 14 ai 18 anni.
Il RYLA e il RYPEN si prefiggono di sviluppare nei giovani le qualità di leadership, il senso di responsabilità civica e la crescita personale.

## Riconoscimenti rotariani
In ambito rotariano vengono conferiti diversi riconoscimenti sia a Rotariani sia a persone e istituzioni non appartenenti al Rotary.
Ciascun Rotary Club può nominare, per uno o per più anni rotariani, uno o più soci onorari; tale nomina non comporta né i doveri né i diritti del socio attivo, tranne il diritto alla partecipazione alle riunioni; si tratta di un riconoscimento per una persona che si sia distinta ai sensi degli ideali rotariani, solitamente conferito da un RC della città di provenienza o di residenza della persona insignita. In molti casi si tratta di politici; Neville Chamberlain, Winston Churchill e Margaret Thatcher erano soci onorari di uno o più RC, così anche Franklin D. Roosevelt, Dwight D. Eisenhower, Ronald Reagan, George W. Bush e Augusto Pinochet; hanno ottenuto tale riconoscimento anche Giulio Andreotti, Emilio Colombo, Oscar Luigi Scalfaro, Silvio Berlusconi, Romano Prodi e Leoluca Orlando. Anche regnanti e membri delle relative famiglie si trovano tra i soci onorari, così il Re Carlo III del Regno Unito, Ranieri III (Principato di Monaco) e Bernhard van Lippe-Biesterfeld (Paesi Bassi). Noti scienziati e scopritori nominati Rotariani Onorari sono Thomas Edison, Charles Lindbergh, Thor Heyerdahl, Albert Schweitzer, Albert Sabin, Rita Levi-Montalcini e Carlo Rubbia. Anche artisti come Walt Disney, giornalisti come Indro Montanelli e industriali come Gianni Agnelli sono stati insigniti del titolo. Risultano anche molti soci onorari meno conosciuti a livello internazionale: imprenditori, artisti, scienziati.
Il riconoscimento Paul Harris Fellow, spesso abbreviato PHF, in italiano occasionalmente tradotto come Amico di Paul Harris, è la massima onorificenza rotariana, istituita nel 1957, alla morte del fondatore. Essa viene assegnata da un Club Rotary, occasionalmente anche da un Distretto, a un rotariano o ad una personalità esterna al Rotary.

## Lafamiglia rotariana
Con il termine famiglia rotariana in ambito rotariano viene spesso indicato l'insieme del Rotary e delle sue associazioni giovanili Rotaract e Interact e l'associazione femminile Inner Wheel.
In non poche occasioni le iniziative umanitarie, sociali o culturali vengono intraprese insieme da due o più di questi 'partner che condividono i valori rotariani.
L'Interact è un'associazione di club di servizio istituita dal Rotary International per i giovani di età compresa tra i 12 e i 18 anni, in Italia anche fino a 19, in considerazione del termine della scuola secondaria. Ciascun Interact è patrocinato dal Rotary Club locale che fornisce aiuti, consulenza e supervisione. A livello mondiale l'Interact ha oltre 200 000 soci in più di 10 700 club di 109 paesi.
Il Rotaract Club è un'associazione di giovani fra i 18 e i 30 anni, patrocinata anch'essa dal Rotary Club locale. Al Rotaract appartengono oltre 8000 club in 155 paesi.
I Rotex sono invece gruppi di ex-exchange students che si riuniscono dopo il periodo passato all’estero con lo scopo di aiutare i futuri exchange students.
Anche i club femminili Inner Wheel, fondati nel 1924 e composti da oltre 100 000 socie in oltre 100 nazioni, sono un'emanazione del Rotary.

## Fellowshiprotariane
I Circoli Rotary sono gruppi internazionali che condividono le stesse passioni. Fare parte di questi circoli è un modo di socializzare con persone di tutto il mondo, esplorare un hobby o professione e migliorare la propria esperienza nel Rotary.
I Circoli in Italia:
- International Fellowship of Scouting Rotarians (fondata in Italia nel settembre del 2020)
- International Yachting Fellowship of Rotarians (1979)

## Il Rotary in Italia
Il 19 giugno 1923 venne fondato a Milano il primo Rotary Club italiano, di chiara ispirazione anglosassone; tra i soci fondatori vi furono l'industriale scozzese James Henderson, primo presidente del nuovo club, l'ingegnere irlandese Leo Giulio Culleton, primo segretario dell'RC Milano, un giornalista inglese e un avvocato italiano.
L'11 dicembre 1924 venne fondato a Napoli il primo Rotary Club dell'Italia Meridionale
Dopo la fine della seconda guerra mondiale il Rotary in Italia crebbe rapidamente; al 31 gennaio 2009 conta 42 173 soci in 763 club. Due italiani hanno guidato il Rotary International in qualità di presidente internazionale, Gian Paolo Lang (RC Livorno) nell'anno 1956/57 e Carlo Ravizza (RC Milano Sud Ovest) nel 1999/2000.
Il Distretto 2031 comprende le regioni Piemonte e Valle d'Aosta; il Distretto 2032 comprende Liguria e Basso Piemonte (questi due Distretti erano precedentemente uniti in un unico Distretto 2030); il Distretto 2040, che comprendeva la Lombardia settentrionale, si è diviso da luglio 2013 in Distretto 2041 (città di Milano e comuni limitrofi) e Distretto 2042 (Lombardia settentrionale); il Distretto 2050 include la Lombardia meridionale e orientale nonché la provincia di Piacenza, il Distretto 2060 le regioni Trentino-Alto Adige, Veneto e Friuli-Venezia Giulia; il Distretto 2070 si è scisso nel luglio 2013, dando luogo al Distretto 2071 (Toscana) e al Distretto 2072 (Emilia-Romagna e Repubblica di San Marino). I RC del Lazio e della Sardegna formano il Distretto 2080, quelli delle regioni Abruzzo, Marche, Molise e Umbria il Distretto 2090. La regione Campania è identificata come Distretto 2101, mentre la Calabria rappresenta il Distretto 2102; nel Distretto 2110 si trovano i RC della Sicilia e anche quelli situati nella Repubblica di Malta, mentre alle regioni Basilicata e Puglia corrisponde il Distretto 2120.
Fondato il 2 ottobre 2012, l'eClub 2050 è formalmente appartenente al Distretto 2050, ma di fatto composto da soci residenti in tutte le parti del mondo. Si tratta del primo esempio di Rotary Club "digitale" italiano, e uno dei primissimi a livello globale, in cui le riunioni avvengono prevalentemente online o attraverso videoconferenza.
Nel 2016 nel Distretto 2071 Toscana, con socio fondatore e primo presidente Cesare Andrisano, è nato  l'eClub 2071.
Nasce a Maggio del 2021 (DG Alfio Di Costa) il Rotary Club Passport Innovation, Distretto 2110 Sicilia-Malta.

## I Presidenti Rotary International
- Everett W. Hill (1924/1925)
- Donald A. Adams (1925/1926)
- Harry H. Rogers (1926/1927)
- Arthur H. Sapp (1927/1928)
- I. B. Tom Sutton (1928/1929)
- M. Eugene Newsom (1929/1930)
- Almon E. Roth (1930/1931)
- Sydney W. Pascall (1931/1932)
- Clinton P. Anderson (1932/1933)
- John Nelson (1933/1934)
- Robert E. Lee Hill (1934/1935)
- Ed. R. Johnson (1935/1936)
- Will R. Manier, Jr. (1936/1937)
- Maurice Duperrey (1937/1938)
- George C. Hager (1938/1939)
- Walter D. Head (1939/1940)
- Armando de Arruda Pereira (1940/1941)
- Tom J. Davis (1941/1942)
- Fernando Carbajal (1942/1943)
- Charles L. Wheeler (1943/1944)
- Richard H. Wells (1944/1945)
- T. A. Warren (1945/1946)
- Richard C. Hedke (1946/1947)
- S. Kendrick Guernsey (1947/1948)
- Angus S. Mitchell (1948/1949)
- Percy Hodgson (1949/1950)
- Arthur Lagueux (1950/1951)
- Frank E. Spain (1951/1952)
- H.J. Brunnier (1952/1953)
- Joaquin Serratosa Cibils (1953/1954)
- Herbert J. Taylor (1954/1955)
- A. Z. Baker (1955/1956)
- Gian Paolo Lang (1956/1957) - 1° Presidente Italiano
- Charles G. Tennent (1957/1958)
- Clifford A. Randall (1958/1959)
- Harold T. Thomas (1959/1960)
- J. Edd McLaughlin (1960/1961)
- Joseph A. Abey (1961/1962)
- Nitish C. Laharry (1962/1963)
- Carl P. Miller (1963/1964)
- Charles W. Pettengill (1964/1965)
- C. P. H. Teenstra (1965/1966)
- Richard L. Evans (1966/1967)
- Luther H. Hodges (1967/1968)
- Kiyoshi Togasaki (1968/1969)
- James F. Conway (1969/1970)
- William E. Walk (1970/1971)
- Ernst G. Breitholtz (1971/1972)
- Roy D. Hickman (1972/1973)
- William C. Carter (1973/1974)
- William R. Robbins (1974/1975)
- Ernesto Imbassahy de Mello (1975/1976)
- Robert Manchester II (1976/1977)
- W. Jack Davis (1977/1978)
- Clem Renouf (1978/1979)
- James L. Bomar,Jr. (1979/1980)
- Rolf Klarich (1980/1981)
- Stanley E. McCaffrey (1981/1982)
- Hiroji Mukasa (1982/1983)
- William E. Skelton (1983/1984)
- Carlos Cansego (1984/1985)
- Edward F. Cadman (1985/1986)
- M. A. T. Caparas (1986/1987)
- Charles C. Keller (1987/1988)
- Royce Abbey (1988/1989)
- Hugh M. Archer (1989/1990)
- Paulo V. C. Costa (1990/1991)
- Rajendra K. Saboo (1991/1992)
- Clifford L. Dochterman (1992/1993)
- Robert R. Barth (1993/1994)
- Bill Huntley (1994/1995)
- Herbert G. Brown (1995/1996)
- Luis Vicente Giay (1996/1997)
- Glen W. Kinross (1997/1998)
- James L. Lacy (1998/1999)
- Carlo Ravizza (1999/2000) - 2° Presidente Italiano
- Frank J. Devlyn (2000/2001)
- Richard D. King (2001/2002)
- Bhichai Rattakul (2002/2003)
- Jonathan B. Majiyagbe (2003/2004)
- Glenn E. Estess, Sr (2004/2005)
- Carl-Wilhelm Stenhammar (2005/2006)
- William B. Boyd (2006/2007)
- Wilfred J. Wilkinson (2007/2008)
- Dong Kurn Lee (2008/2009)
- John Kenny (2009/2010)
- Ray Klinginsmith (2010/2011)
- Kalyan Banerjee (2011/2012)
- Sakuji Tanaka (2012/2013)
- Ron D. Burton (2013/2014)
- Gary C. K.Huang (2014/2015)
- K.R. "Ravi" Ravindran (2015/2016)
- John F. Germ (2016/2017)
- Ian H.S.Riseley (2017/2018)
- Barry Rassin (2018/2019)
- Mark Maloney (2019/2020)
- Holger Knaack (2020/2021)
- Shekhar Mehta (2021/2022)
- Jennifer E. Jones (2022/2023) - Prima Presidente Internazionale Donna
- Gordon R. Mclnally (2023/2024)
- Stephanie Urchick (2024/2025)
- Francesco Arezzo di Trifiletti (2025/2026) - 3° Presidente Italiano